# Belgodère
Belgodère (kors. Bargudè) – miejscowość i gmina we Francji, w regionie Korsyka, w departamencie Górna Korsyka.
Według danych na rok 2007 gminę zamieszkiwało 467 osób, a gęstość zaludnienia wynosiła 36 osób/km².